# جون ستيفنز (سياسي بريطاني)
جون ستيفنز (بالإنجليزية: John Stevens)‏ هو سياسي بريطاني، ولد في 23 مايو 1955 في واشنطن العاصمة في الولايات المتحدة. حزبياً، نشط في حزب المحافظين. في انتخابات البرلمان الأوروبي 1989، انتخب عضو في البرلمان الأوروبي عن دائرة Thames Valley (European Parliament constituency) ‏ لترشحه ضمن قائمة حزب المحافظين، وقد انضم خلال فترته النيابية (25 يوليو 1989 – 18 يوليو 1994) للكتلة البرلمانية الكتلة البرلمانية لحزب الشعب الأوروبي وفي انتخابات البرلمان الأوروبي 1994، انتخب عضو في البرلمان الأوروبي عن دائرة Thames Valley (European Parliament constituency) ‏ لترشحه ضمن قائمة حزب المحافظين، وقد انضم خلال فترته النيابية (19 يوليو 1994 – 19 يوليو 1999) للكتلة البرلمانية الكتلة البرلمانية لحزب الشعب الأوروبي.